# ری اشلی
ری اشلی (انگلیسی: Ray Cashley؛ زادهٔ ۲۳ اکتبر ۱۹۵۱) بازیکن فوتبال اهل بریتانیا است.
از باشگاه‌هایی که در آن بازی کرده‌است می‌توان به باشگاه فوتبال بریستول راورز، باشگاه فوتبال وستون سوپر مار، باشگاه فوتبال بریستول سیتی، باشگاه فوتبال کلیودون پارک، و باشگاه فوتبال هرفورد یونایتد اشاره کرد.